# Ульетт, Роберт
Роберт Бассетт Ульетт (англ. Robert Bassett Ullyett, 5 апреля 1936, Солсбери, Южная Родезия — 19 октября 2004, Дурбан, ЮАР) — южнородезийский и зимбабвийский крикетист, хоккеист (хоккей на траве), нападающий.

## Биография
Роберт Ульетт родился 5 апреля 1936 года в южнородезийском городе Солсбери (сейчас город Хараре в Зимбабве).
В 1964 году вошёл в состав сборной Южной Родезии по хоккею на траве на Олимпийских играх в Токио, поделившей 11-12-е места. Играл на позиции нападающего, провёл 5 матчей, забил 1 мяч в ворота сборной Великобритании.
Также играл в крикет, был универсалом. В 1957—1968 годах выступал за сборную Южной Родезии и Зимбабве, провёл 47 первоклассных матчей. В 1964 году вошёл в шестёрку лучших крикетистов Южной Африки.
После завершения игровой карьеры занимался боулингом. Судил матчи по крикету, в 2000 году работал на турнире развивающихся стран в Зимбабве.
Умер 19 октября 2004 года в южноафриканском городе Дурбан.

## Семья
Сын Роберта Ульетта Кевин Ульетт (род. 1972) — теннисист, трижды выигрывал турниры Большого шлема (дважды в парном разряде, один раз в миксте). В 2000 и 2004 годах представлял Зимбабве в теннисных турнирах летних Олимпийских игр в Сиднее и Афинах.